# Danny Cipriani
(Jonny Wilkinson su Danny Cipriani, durante Inghilterra - Irlanda, 15 marzo 2008)
Daniel Jerome “Danny” Cipriani (Londra, 2 novembre 1987) è un’ex rugbista a 15 internazionale inglese, il cui ruolo è mediano d'apertura; dopo quattro stagioni negli Wasps divenne il primo giocatore internazionale del suo Paese a militare nel Super Rugby nelle file dei Melbourne Rebels. A fine gennaio annuncia il suo ritiro.

## Biografia
Figlio di genitori separati (padre afro-trinidadiano di origine italiana e madre inglese), Cipriani crebbe con la madre, che provvide ai bisogni familiari esercitando la professione di tassista a Londra; il giovane Daniel fu iscritto alla Wimbledon College Prep School; lì, visto il suo talento nel rugby, gli fu offerta una borsa di studio a Reading; più tardi si trasferì in un istituto di Croydon.
Durante tale periodo praticò con discreto profitto anche il calcio (fu allievo del QPR ed ebbe un'opzione dal Reading) e il cricket (fu visionato da un club del Surrey come battitore).
A mettere sotto contratto professionistico Cipriani furono i londinesi Wasps nel 2004; l'occasione per mettersi in mostra giunse nel 2007, quando il mediano Alex King si trasferì: il posto vacante venne offerto proprio a Cipriani, il quale già aveva giocato altri incontri, ma in altre posizioni.
Nel nuovo ruolo, invece, diede un grosso contributo a due vittorie di seguito, contro Gloucester e Munster, divenendo così titolare fisso.
Già impiegato nelle Nazionali inglesi di categoria (disputò anche due Coppe del Mondo U-19 consecutive, benché in occasione di una di esse fu costretto a saltare parte della competizione a causa di un infortunio al capo), fu aggregato al gruppo di giocatori che prepararono la spedizione alla Coppa del Mondo 2007, anche se non disputò alcun test match.
La sua prima partita in Nazionale fu nel Sei Nazioni 2008, nell'apertura di torneo contro il Galles a Twickenham.
La prestazione di Cipriani contro l'Irlanda (quattro calci piazzati e tre trasformazioni, per un totale di 18 punti) come sostituto di Jonny Wilkinson spinse quest'ultimo a conferire al suo più giovane collega una sorta di investitura, dichiarando di vederlo come suo ideale successore nel ruolo di mediano d'apertura in Nazionale.
A causa di un infortunio alla caviglia occorsogli il 18 maggio 2008 durante la semifinale di Premiership contro il Bath, Cipriani non poté disputare la finale del torneo (che gli Wasps vinsero a Twickenham contro il Leicester il 31 maggio successivo), e fu indisponibile per il tour estivo dell'Inghilterra in Nuova Zelanda.
In tale periodo Cipriani iniziò una relazione sentimentale con la modella Kelly Brook, più anziana di lui di otto anni; rientrato anzitempo in campo a ottobre grazie a un recupero fuori dal comune, fu disponibile per i test di novembre, ma il nuovo C.T. della Nazionale Martin Johnson, dopo averlo utilizzato contro Australia, Sudafrica e, da riserva, contro la Nuova Zelanda, non lo convocò più; le ragioni del suo allontanamento dalla Nazionale maggiore, a detta della stampa, vanno ricercate nell'accresciuta esposizione mediatica per via dell'ambiente di lavoro di Kelly Brook, abituata a frequentare il jet set.
Nel febbraio 2010 Cipriani, a un anno e mezzo dalla sua ultima convocazione in Nazionale, decise di lasciare gli Wasps a fine stagione per intraprendere un'esperienza australiana nel Super Rugby aperto a 15 squadre: il club di nuova formazione dei Melbourne Rebels, infatti, nel corso della sua campagna di reclutamento, lo aveva contattato; benché conscio che tale trasferimento gli avrebbe precluso la via della Nazionale per la Coppa del Mondo di rugby 2011 Cipriani accettò l'offerta dei Rebels; ciò segnò anche la fine della sua relazione con Kelly Brook, la quale avrebbe manifestato perplessità a trasferirsi in Australia e perdere occasioni di lavoro nel Regno Unito.
A ottobre 2010 Cipriani raggiunse il suo nuovo club, sebbene non poté presenziare alla presentazione ufficiale della squadra a causa di un ritardo burocratico nella concessione del permesso di soggiorno in Australia.
A Melbourne Cipriani disputò due stagioni di Super Rugby, ma già prima dell'inizio del Super 15 2012 firmò un accordo con il club inglese del Sale Sharks per la stagione 2012-13; la ragione del suo ritorno in Inghilterra consiste nel tentare di ritrovare il posto in Nazionale sotto la nuova guida tecnica di Stuart Lancaster.
Ciononostante, pur avendo preso parte ai test in preparazione alla Coppa del Mondo di rugby 2015, non fu incluso nella rosa dei 31 convocati di Lancaster, che gli preferì George Ford e Owen Farrell.
Vanta anche un invito nei Barbarians in occasione di un incontro con un XV dell'Australia a Twickenham nel novembre 2011.

## Palmarès
- Premiership: 1
London Wasps: 2007-08
- Heineken Cup: 1
London Wasps: 2006-07